# Autopistas de Marruecos
La red de autopistas marroquí, gestionada por la sociedad pública Autoroutes Du Maroc (ADM), tiene actualmente una longitud de 1808 km (4 de agosto de 2016). La velocidad máxima en las autopistas del país es de 120 kilómetros por hora.
La primera vía de calzadas separadas construida en Marruecos fue la autopista de Casablanca-Rabat, y es hoy la autopista más frecuentada de África con más de 45 000 vehículos/día (2010).

## Red de autopistas
| Identificador | Denominación            | Itinerario                                     |
| ------------- | ----------------------- | ---------------------------------------------- |
| A1            | Autopista del Norte     | Rabat-Salé-Kenitra-Larache-Arcila-Tánger       |
| A2            | Autopista del Este      | Rabat-Mequinez-Fez-Uchda-**- A1 (Argelia)      |
| A3            | Autopista Casa-Rabat    | Rabat-Casablanca                               |
| A4            | Autopista del Estrecho  | Tánger-Puerto Tanger Med                       |
| A5            | Autopista del Atlántico | Casablanca-El Yadida-Safi-**-Esauira-**-Agadir |
| A6            | La Mediterránea         | Tetuán-Castillejos                             |
| A7            | Autopista del Sur       | Casablanca-Settat-Marrakech-Agadir             |
| A8            | Autopista del Fosfato   | Berrechid-Juribga-Beni Melal                   |

(*) En construcción
(**) En proyecto

### A1:Rabat-Tánger
262 km
- 1995: Autopista Rabat-Kenitra de 40 km
- 1996: Autopista Kenitra-Larache de 110 km
- 1999: Autopista Larache-Sidi El Yamani de 28 km
- 2002: Autopista Sidi El Yamani-Arcila de 15 km
- 2005: Autopista Arcila-Tánger de 30 km
- 2016: Circunvalación de Rabat de 42 km

### A2:Rabat-Fez-Uchda
496 km
- 1998: Autopista Fez-Jemisset de 116 km
- 1999: Autopista Jemisset-Rabat de 66 km
- 2011: Autopista Fez-Uchda de 321 km

La autopista que une Rabat y Fez será prolongada para conectar la ciudad de Uchda, entre estas dos últimas ciudades hay una distancia de 321 km. Constituye en el mismo tiempo la última etapa del enlace Oeste-Este y constituye también un tramo importante de la autopista transmagrebí que empezará en Nuakchot, la capital Mauritana, y travesará los países de la unión del Magreb Árabe para terminar finalmente en la ciudad de Tobkrout en Libia.
Las obras empezaron en enero de 2007 para terminarse a mediados de 2011. Esta autopista se compone de 10 tramos y esta operativa desde el 25 de julio de 2011.
El proyecto está estimado en 10500 millones de dirhams (900 millones de euros).

### A3:Rabat-Casablanca
86 km

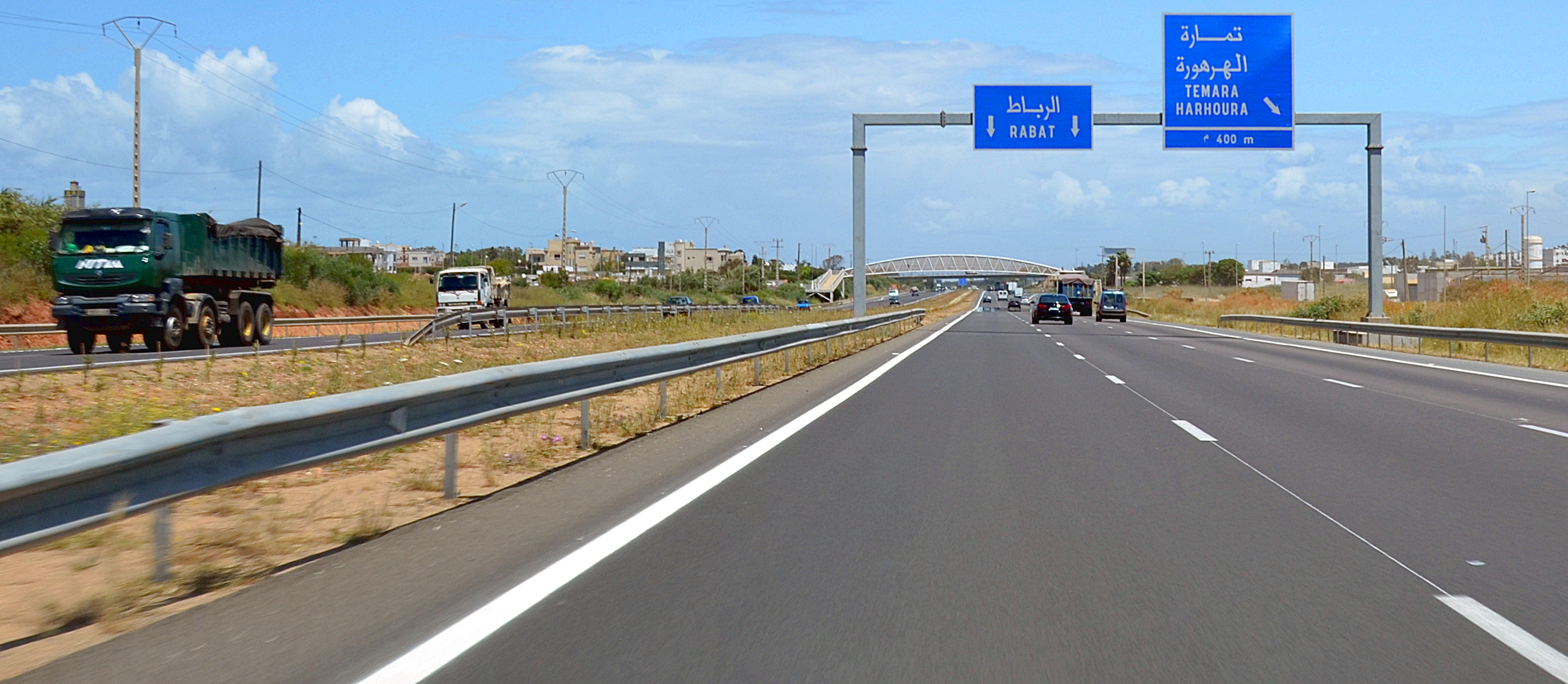
Autopista A3

- 1978: Autovía Casablanca-Oued Cherrat de 33,5 km
- 1987: Autovía Oued Cherrat-Rabat de 56,5 km
- 1991: Autovía Casablanca-Rabat es concedida a ADM y convertida en autopista de peaje.

Este eje de 62 km que une las dos ciudades principales del reino va a ser ampliado a 2×3 carriles (2×2 carriles actualmente) añadiendo en cada sentido de circulación un carril de 3,50 m. El proyecto tiene como finalidad evitar la previsible congestión. Las obras empezaron en 2009 y terminarán en 2012. El coste del proyecto está estimado en 800 millones de dirhams (72 millones de euros).

### A4:Tánger-Puerto Tánger Med
54 km
La autopista A4 (54 km) está conectada con la A1 y llega hasta el puerto de Tánger Med, desde donde se puede conectar con la A6 en Castillejos, al lado de Ceuta, a través de 13 km de una autovía con trazado sinuoso.
- 2007:  A1 -Carretera nacional 2: 23 km
- 2008: Carretera nacional 2-Puerto Tánger Med: 31 km

### A5:Casablanca-Safi
257 km
- 2003: Circunvalación de Casablanca fase 1 de 27 km
- 2004: Circunvalación de Casablanca fase 2 de 6,5 km
- 2006: Autopista Casablanca-El Yadida de 81 km
- 2016: Autopista El Yadida-Safí de 140km

### A6:Tetuán-Castillejos
28 km
La autopista conecta Tetuán con la ciudad de Castillejos (actualmente llamada Castillejos), en las proximidades de la frontera con Ceuta. 
- 2007: Tetuán-Rincón del Medik: 14 km
- 2008: Rincón del Medik-Castillejos: 14 km

### A7:Casablanca-Marrakech-Agadir
453 km
- 2001: Autopista Casablanca-Settat de 57 km
- 2005: Circunvalación de Settat de 17 km
- 2007: Autopista Settat-Marrakech de 145 km
- 2009: Circunvalación de Marrakech de 50 km
- 2010: Autopista Marrakech-Agadir de 183 km

### A8:Berrechid-Beni Melal
172 km
- 2014: Beni Melal-Juribga: 95 km
- 2015: Juribga-Berrechid: 77 km

## En Proyecto
- Tit Mellil-Berrechid: 31 km
- Tánger-Tetuán: 40 km
- Kenitra- Sidi Allal El Bahraoui: 27 km
- Tit Melil-Berrechid: 30,5 km
- Fez-Tetuán: 252 km
- Marrakech-Fez: 470 km
- Nador-Guercif: 124 km
- Safi-Esauira: 130 km
- Esauira-Agadir: 140 km
- Berrechid-Bir Jdid: 29 km
- Uchda-Maghnia (Frontera Argelia): 22 km
- Tit Melil-Tamesna (Segunda autopista entre Rabat y Casablanca): 60 km
- Agadir-El Aaiún: 600 km
- Marrakech-Safi: 160 km
- Uchda-Nador: 120 km